# Forêt de Tronçais

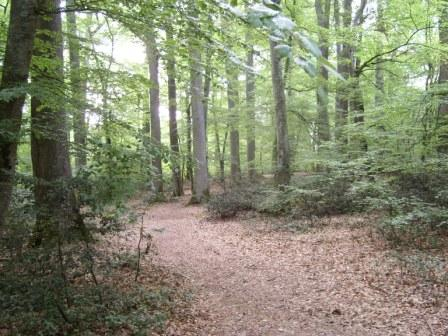
En stig i skogen.

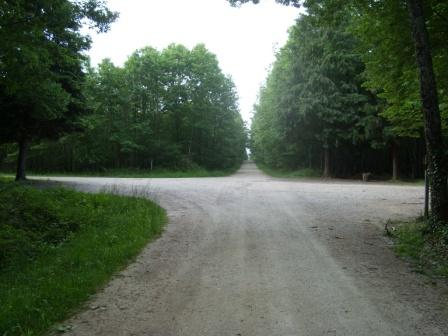
Typisk vägkorsning i skogen.

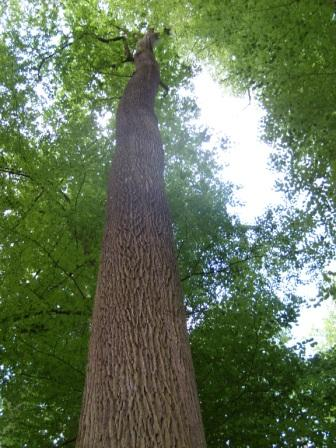
En ek, ca 300 år gammal.

Forêt de Tronçais är en statsägd skog i det franska departementet Allier i regionen Auvergne-Rhône-Alpes. Skogen mäter 10 533 hektar och består till största delen av ek (73 %). Den betraktas som en av Europas främsta ekskogar. Den planterades av statsmannen Jean-Baptiste Colbert under slutet av 1600-talet. Den är planterad som en typisk fransk trädgård med symmetriska vägkorsningar och stigar. 
Namnet "Tronçais" härstammar från franskans tronce, som är ett äldre ord för ek. En av de mest kända ekarna är "Chêne de la resistance" som franska motståndsrörelsen använde som symbol genom att göra skotthål i den.